# Malé (Italia)
Malé (Malé in solandro) è un comune italiano di 2 284 abitanti della provincia autonoma di Trento, capoluogo della Comunità della Valle di Sole.
Ubicato in posizione strategica in Val di Sole, ne è il centro per vocazione e storia. È al centro del triangolo formato dalle Dolomiti di Brenta, Patrimonio dell'Umanità UNESCO, da Madonna di Campiglio e dal Parco Nazionale dello Stelvio.

## Storia

### Simboli
Stemma
Lo stemma è stato riconosciuto con D.C.G. del 9 settembre 1929.
Gonfalone
Il gonfalone è stato approvato con D.G.P. n. 4884 dell'8 giugno 1984.

## Monumenti e luoghi d'interesse

### Architetture religiose
- Chiesa di Santa Maria Assunta, parrocchiale a Malé
- Chiesa di San Luigi Gonzaga a Malé
- Chiesa di San Marco, parrocchiale a Magras
- Chiesa di San Valentino, parrocchiale a Bolentina

## Società

### Evoluzione demografica
Abitanti censiti

## Cultura

### Biblioteche
- Biblioteca comunale.

### Scuole
Sono presenti le scuole primaria e secondaria di primo grado. Quest'ultima raccoglie anche gli studenti dei paesi vicini.
Fino ai primi anni duemila sono state presenti le sedi staccate di alcune scuole secondarie di secondo grado, prevalentemente professionali, ora trasferite a Cles.

### Sanità
Vi si può trovare il poliambulatorio comprensoriale.

### Musei
È presente il museo della civiltà solandra, con una sezione multimediale inaugurata nel 2012.

## Economia
L'economia si basa sul turismo e sul settore terziario, ma hanno una certa rilevanza anche il commercio, l'agricoltura e l'artigianato.

## Infrastrutture e trasporti
Vicino al centro del paese è presente la stazione ferroviaria di Malé, che si trova sulla linea Trento-Malé-Mezzana, inaugurata nel 1964 in sostituzione della preesistente tranvia.

## Geografia antropica
La circoscrizione territoriale ha subito le seguenti modifiche: nel 1928 aggregazione di territori dei soppressi comuni di Arnago, Croviana, Magras e Terzolas; nel 1952 distacco di territori per la ricostituzione dei comuni di Croviana (Censimento 1951: pop. res. 417) e Terzolas (Censimento 1951: pop. res. 622). Nel 1970 aggregazione delle frazioni Bolentina e Montes, staccate dal comune di Monclassico (Censimento 1961: pop. res. 223).

## Sport
Dal 15 al 22 giugno 2008 vi si sono svolte le prove di Trial dei Campionati Mondiali UCI di Mountain Bike & Trials "Val di Sole 2008". Le piazzole delle varie prove erano allestite (per la prima volta nella storia dei Mondiali) nelle piazze del paese, creando una suggestione davvero unica ed uno spettacolo apprezzatissimo.

### Impianti sportivi
Sono presenti una piscina coperta completamente ricostruita nel 2008 con tre vasche e zona fitness, un campo di pattinaggio artificiale, una palestra di roccia attrezzata di difficoltà medio-alta, un circolo di tennis, un cinema-teatro, un campo da calcio in erba sintetica, un campetto di pallacanestro illuminato e alcuni parchi attrezzati per i bambini